# کیره‌متوو
کیره‌متوو (انگلیسی: Kiremetovo) یک شهرک در شهرستان کراسنوکامسکی استان باشقیرستان کشور روسیه است.